# Communauté de communes du Pays-de-Chantonnay
La communauté de communes du Pays-de-Chantonnay (CCPC), généralement appelée « Pays-de-Chantonnay », est une intercommunalité à fiscalité propre française située à l'est du département de la Vendée et dans la région des Pays de la Loire.  

## Histoire
La communauté de communes a été créée par arrêté préfectoral du 28 décembre 1992 sous le nom de communauté de communes des Deux-Lays. Elle se nommait ainsi en raison des deux cours d’eau qui la traversent et qui se rejoignent en aval de Chantonnay : le Grand Lay et le Petit Lay.
Puis, elle prit le nom communauté de communes du Pays-de-Chantonnay par un arrêté préfectoral du 24 novembre 2008. Celle-ci était composée de 8 communes. Janvier 2009, crétation d'un nouveau logo "Ensemble pour réussir". 
À partir du 1er janvier 2017, la communauté de communes accueillera les communes de Saint-Martin-des-Noyers et de Sainte-Cécile à la suite de l’arrêté préfectoral du 16 décembre 2016 portant extension de périmètre.
En janvier 2022, une nouvelle identité visuelle est mise en place. 

## Territoire communautaire
Géographie
Située au centre  du département de la Vendée, la communauté de communes du Pays-de-Chantonnay regroupe 10 communes et s'étend sur 318 km2. Située dans le bas bocage: entre terre et mer. Non loin des grandes villes comme la Roche-Sur-Yon, Nantes et La Rochelle. Puis, prêt de l'océan Atlantique. 
Le pays de Chantonnay est facilement accessible :
- Par son réseau routier, notamment avec :
  - La 2x2 voies permettant de relier la commune de Chantonnay à Bournezeau et Bournezeau à la Roche-Sur-Yon, chef-lieu du département de la Vendée, en 20 minutes.
  - L'échangeur no 6 de l'autoroute A83 (Nantes- Niort) situé sur la commune de Bournezeau, avec Nantes à 75 km et Niort à 65 km
- Par train
  - Gare SNCF de Chantonnay
  - La halte ferroviaire de Bournezeau
  - Gare SNCF de la Roche-Sur-Yon : 35 km
- Par avion
- Aéroport de Nantes-Atlantique : 80 km

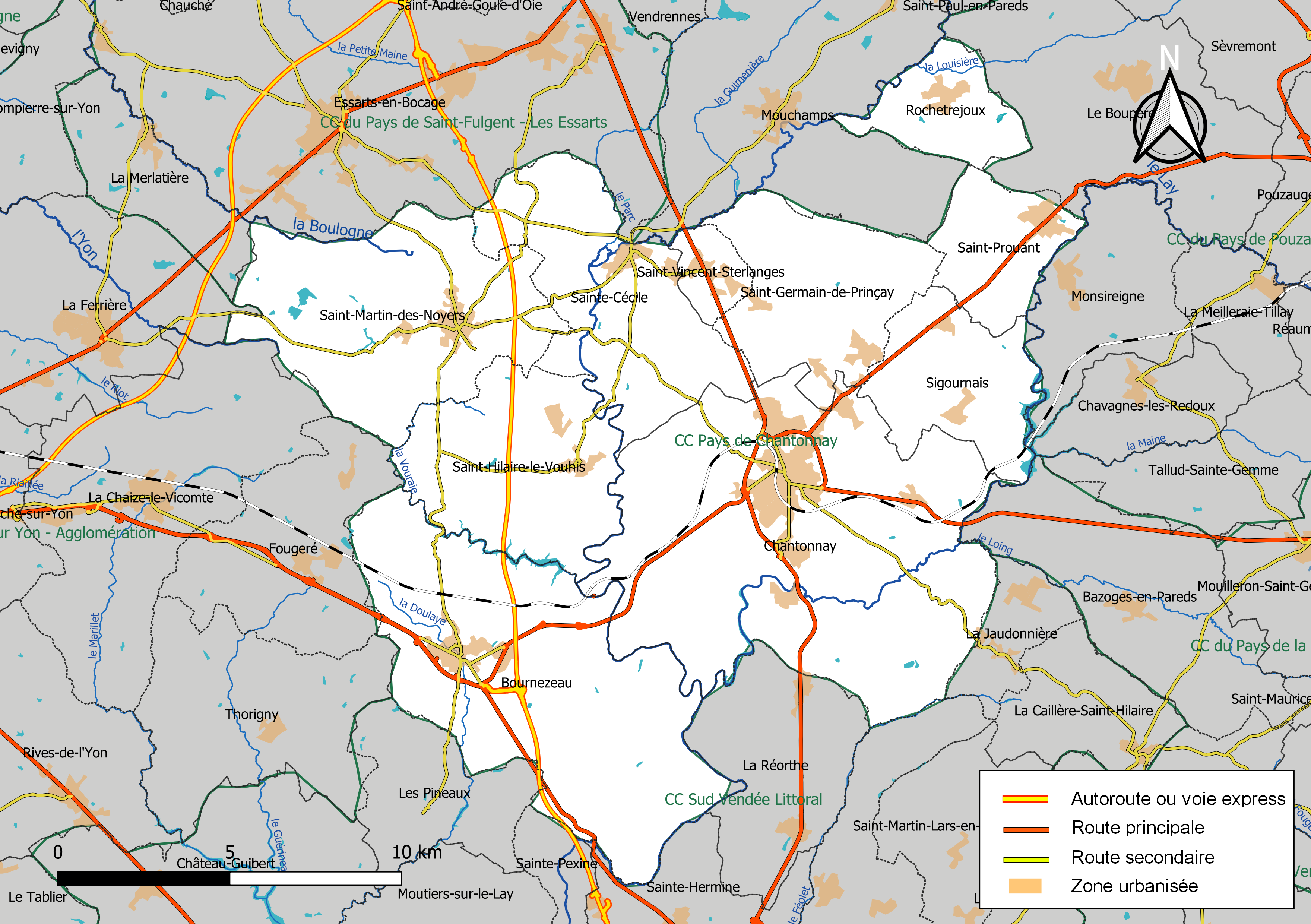
- Carte de la communauté de communes du Pays-de-Chantonnay au 1er janvier 2019.

### Composition

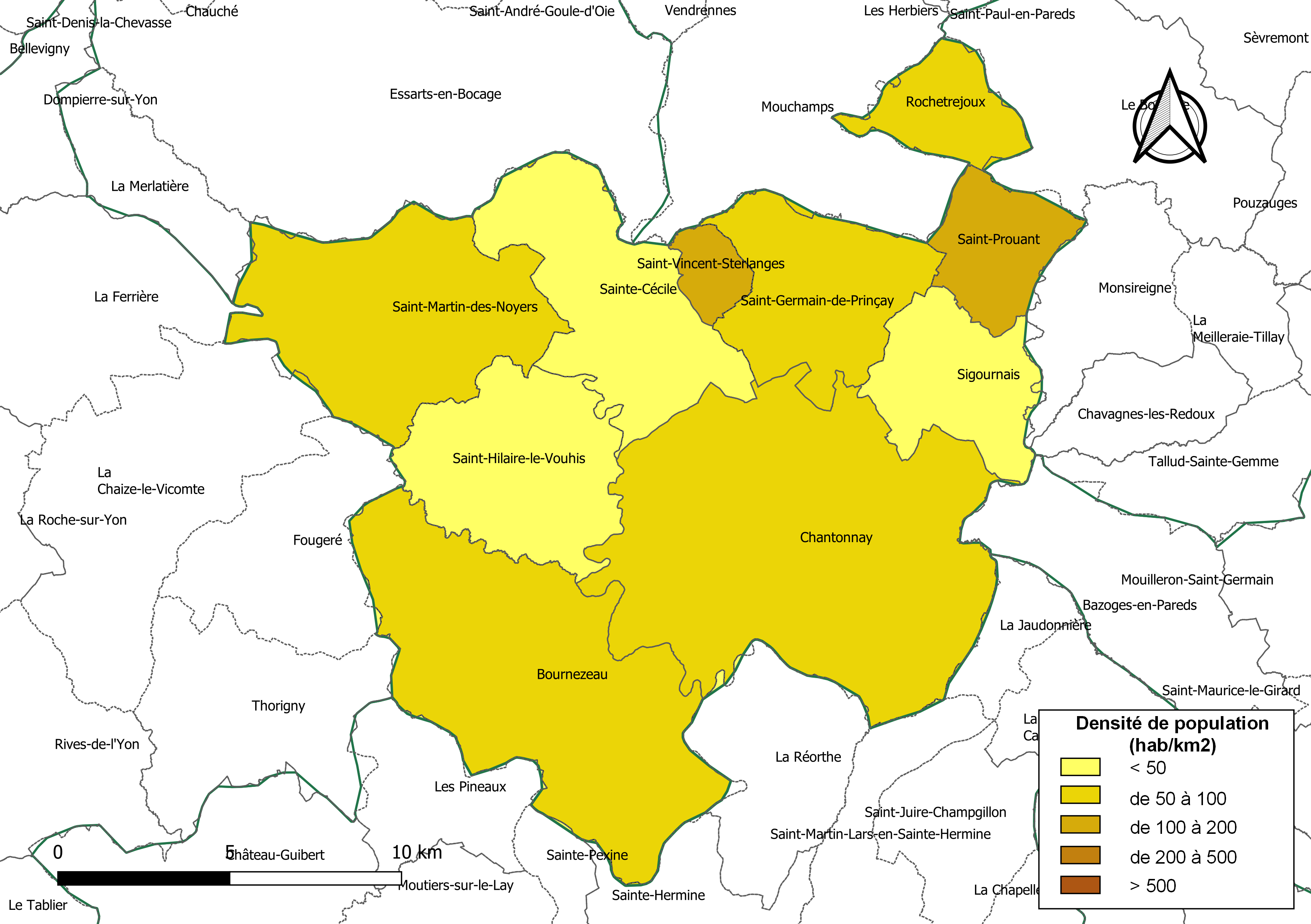
Carte des densités de population (millésimée 2016) des communes de la communauté de communes du Pays-de-Chantonnay. Composition en communes au 1er janvier 2019.

La communauté de communes est composée des 10 communes suivantes :

| Nom                      | Code Insee | Gentilé          | Superficie (km2) | Population (dernière pop. légale) | Densité (hab./km2) |
| ------------------------ | ---------- | ---------------- | ---------------- | --------------------------------- | ------------------ |
| Chantonnay (siège)       | 85051      | Chantonnaisiens  | 82,91            | 8 518 (2022)                      | 103                |
| Bournezeau               | 85034      | Bournevaiziens   | 60,49            | 3 471 (2022)                      | 57                 |
| Rochetrejoux             | 85192      | Rocatrojoviciens | 10,92            | 980 (2022)                        | 90                 |
| Saint-Germain-de-Prinçay | 85220      | Germinois        | 24,34            | 1 629 (2022)                      | 67                 |
| Saint-Hilaire-le-Vouhis  | 85232      | Vouraisiens      | 28,91            | 1 095 (2022)                      | 38                 |
| Saint-Martin-des-Noyers  | 85246      | Martinoyens      | 41,74            | 2 540 (2022)                      | 61                 |
| Saint-Prouant            | 85266      | Prouantais       | 12,86            | 1 671 (2022)                      | 130                |
| Saint-Vincent-Sterlanges | 85276      | Sterlangeais     | 4,46             | 753 (2022)                        | 169                |
| Sainte-Cécile            | 85202      | Céciliens        | 32,73            | 1 587 (2022)                      | 48                 |
| Sigournais               | 85282      | Sigournaisiens   | 18,3             | 972 (2022)                        | 53                 |

## Compétences
La communauté de communes intervient dans les domaines suivants :
- Aménagement, Environnement et Patrimoine
- Actions de développement économique
- Politique du logement et du cadre de vie
- Construction, entretien et fonctionnement d’équipements culturels, sportifs et scolaires.
- Enfance, jeunesse, famille
- Bâtiments, voirie, espaces verts
- Maison de l'emploi
- Communication et nouvelles technologies
- Tourisme
- Réseau des bibliothèques

## Administration

### Conseil communautaire
Selon l’arrêté préfectoral portant établissement du nombre et répartition des délégués du 3 novembre 2016, le conseil communautaire comprend par commune :
| Nombre de délégués                  | Communes |
| ----------------------------------- | --- |
| 11                                  | Chantonnay |
| 5                                   | Bournezeau |
| 4                                   | Saint-Martin-des-Noyers |
| 2                                   | Rochetrejoux, Saint-Germain-de-Prinçay, Saint-Hilaire-le-Vouhis, Saint-Prouant, Saint-Vincent-Sterlanges, Sainte-Cécile et Sigournais |
| Conseil communautaire : 34 membres. | |

### Présidence
| Période         | Période         | Identité            | Étiquette | Qualité |
| --------------- | --------------- | ------------------- | --------- | --- |
| 6 janvier 1993  | 10 juillet 1995 | Maurice Bedon,      | UDF       | Conseiller municipal de Chantonnay (1977-1995) Conseiller général du canton de Chantonnay (1992-1994) Conseiller municipal de Bournezeau (1995-2001) |
| 10 juillet 1995 | 9 avril 2008    | Jean-Noël Caillaud  |           | Conseiller municipal de Chantonnay (jusqu’en 2008)                                                                                                   |
| 9 avril 2008    | 2 juin 2020     | Jean-Jacques Delaye |           | Conseiller municipal de Chantonnay |
| 2 juin 2020     | En cours        | Isabelle Moinet     | DVD       | Maire de Chantonnay (depuis 2020) Conseillère départementale du canton de Chantonnay (2015-2021)                                                     |

## Identité visuelle

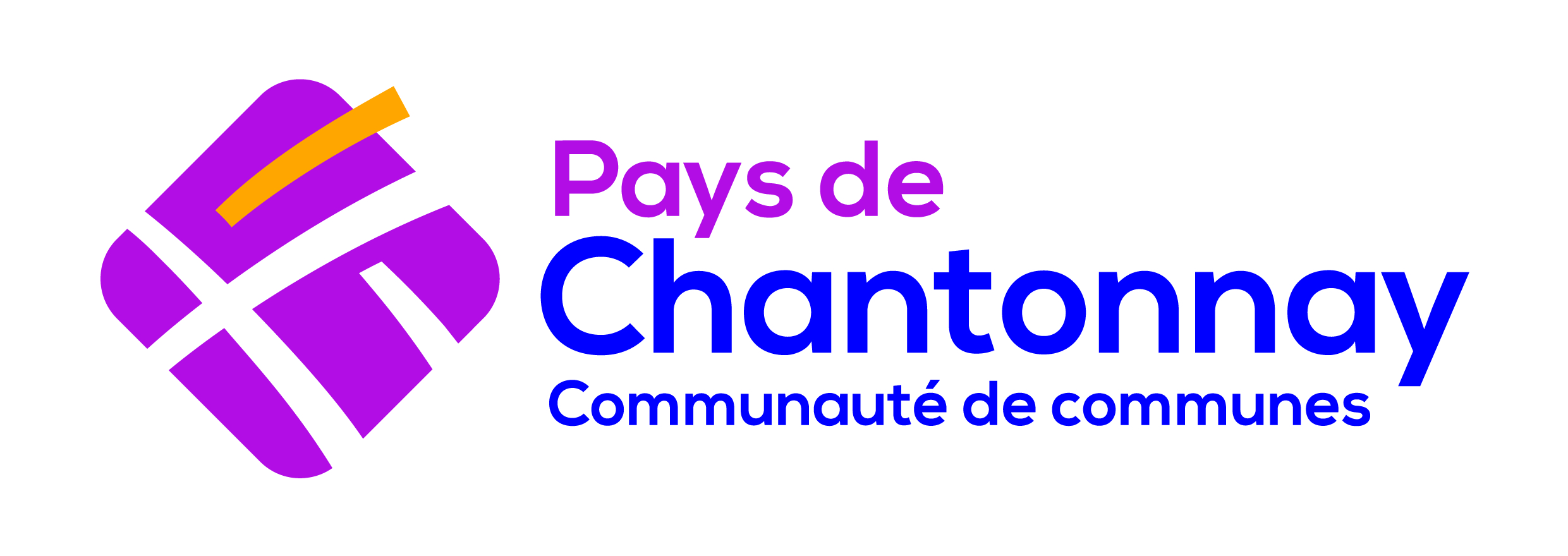
Logotype (2023)

Logotype (des années 1990 à 2008).
Logotype (de 2009 à 2022).